# Primula grandis
Primula grandis är en viveväxtart som beskrevs av Ernst Rudolf von Trautvetter. Primula grandis ingår i släktet vivor, och familjen viveväxter. Inga underarter finns listade i Catalogue of Life.

## Bildgalleri

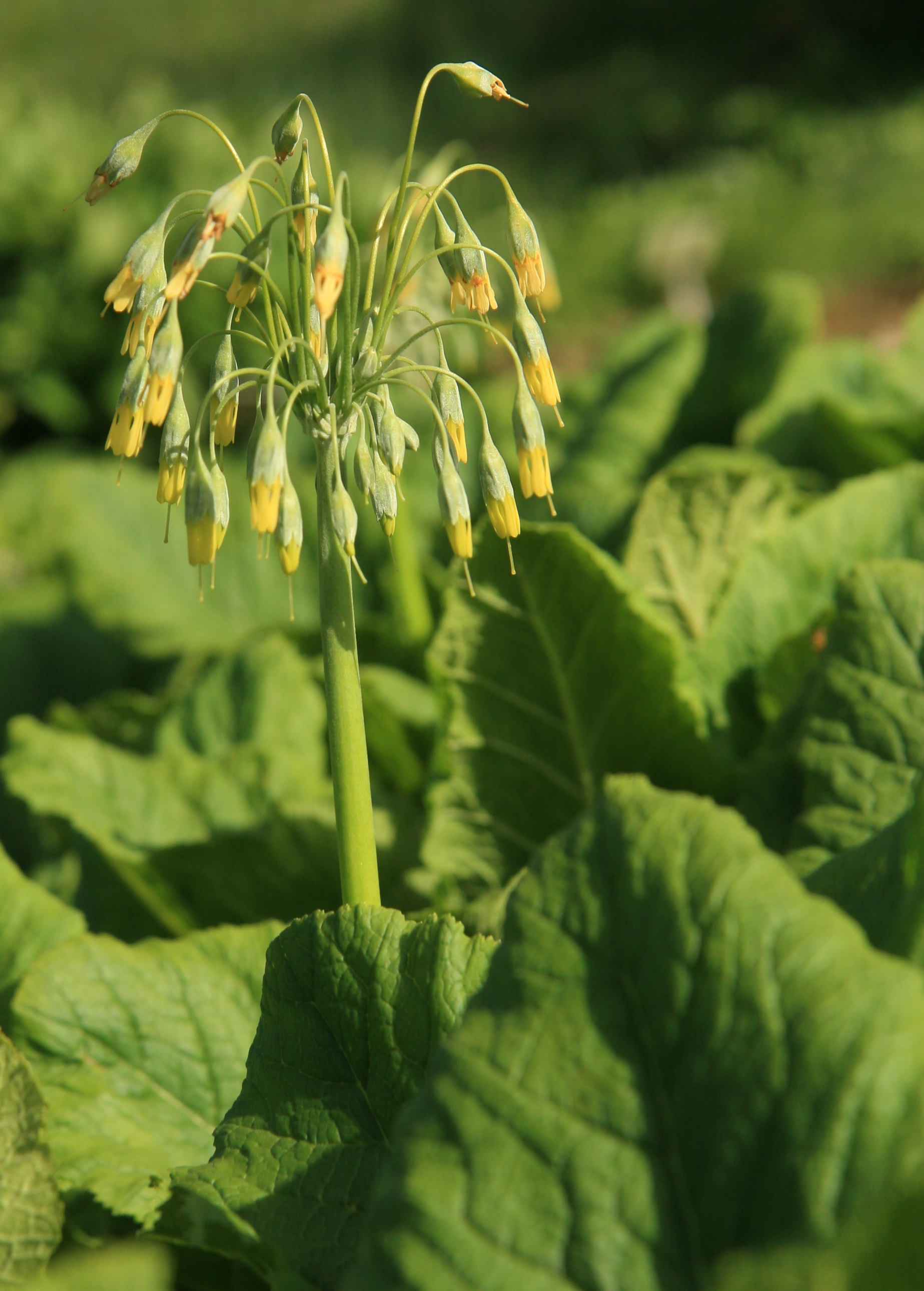
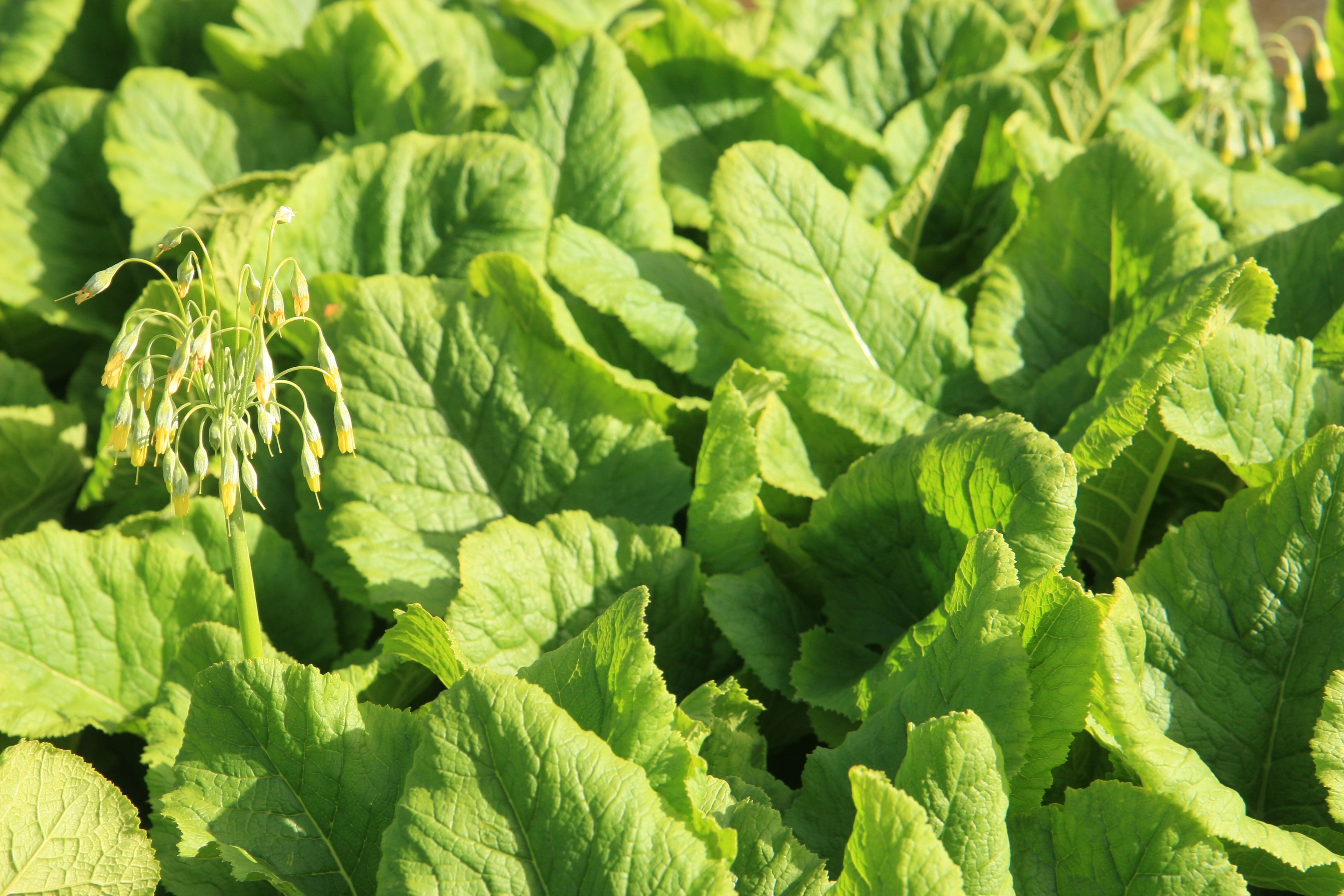